# Goldie Loc
Keiwan Deshawn Spillman (16. siječnja 1980., Long Beach, Kalifornija, SAD), poznatiji kao Goldie Loc je reper koji je bio član hip hop sastava Tha Eastsidaz zajedno sa Snoop Doggom i Tray Deeeom.

## Diskografija

### Albumi s Tha Eastsidaz
- Snoop Dogg Presents Tha Eastsidaz (2000.)
- Duces 'n Trayz: The Old Fashioned Way (2001.)

### Samostalni albumi
| Detalji o albumu                                                                         |
| ---------------------------------------------------------------------------------------- |
| Tha After party - Objavljen: 2004. - Diskografska kuća: Out Da Trunk                     |
| Still Eastsidin' - Objavljen: 4. listopada 2004. - Diskografska kuća: Doggystyle Records |
| Loc'd Out - Objavljen: 15. ožujka 2005. - Diskografska kuća: 33rd Street Records         |
| B.G. 2 O.G. - Objavljen: 2006. - Diskografska kuća:                                      |
| Eastsideridaz - Objavljen: 21. studenog 2007. - Diskografska kuća: Doggystyle Records    |

### Ostali albumi
- Gang Bang Music (2003.)
- Free Tray Deee...Vol 1 (2005.)
- Statues & Limitations
- IV Life Records & Tha Eastsidaz: Duces's, Trays's and 4's (2005.)[1]

## Filmografija
- Tha Eastsidaz (1999.)
- Baby Boy (2001.)